# Cany-Barville
Cany-Barville é uma comuna francesa na região administrativa da Normandia, no departamento de Sena Marítimo. Estende-se por uma área de 13,56 km². Em 2010 a comuna tinha 3 106 habitantes (densidade: 229,1 hab./km²).